# Amphicyclotulus guadeloupensis
Amphicyclotulus guadeloupensis е изчезнал вид коремоного от семейство Neocyclotidae.

## Разпространение
Видът е бил ендемичен за Гваделупа.